# Halové mistrovství Evropy v atletice 2009 – běh na 400 metrů žen
Běh na 400 metrů žen na halovém mistrovství Evropy v atletice 2009 se konalo v italském Turíně ve dnech 6. března až 8. března 2009; dějištěm soutěže byla hala Oval Lingotto. Ve finálovém běhu zvítězila reprezentantka Ruska Antonina Krivošapková.
| Umístění         | Sportovec             | Čas      |
| ---------------- | --------------------- | -------- |
| Zlatá medaile    | Antonina Krivošapková | 51,18    |
| Stříbrná medaile | Natalija Pyhydová     | 51,44 PB |
| Bronzová medaile | Darja Safonovová      | 51,85 PB |
| 4.               | Natalja Anťuchová     | 52,37    |
| 5.               | Daniela Reinaová      | 53,11    |
| 6.               | Donna Fraserová       | 53,58    |